# Stavsøre
Stavsøre er et ør på den nordvestlige del af halvøen Helgenæs, som er beliggende syd for Mols Bjerge og Djursland. Stavsøre afgrænser Begtrup Vig mod Aarhus Bugt. 